# Pyrrhorachis pyrrhogona
Pyrrhorachis pyrrhogona är en fjärilsart som beskrevs av Walker 1866. Pyrrhorachis pyrrhogona ingår i släktet Pyrrhorachis och familjen mätare. Inga underarter finns listade.